# 孫大衛
孫大衛（英語：David Sun，1951年10月12日—），生於臺灣臺北市，臺灣裔美國企業家，金士頓科技共同創辦人。

## 生平
1951年，孫大衛出生於一個位在臺北市的眷村。他的母親戴廣源是臺中女中的教師。他有兩個妹妹。父親在他四歲時過世；從此，兄妹三人由母親獨力撫養長大。
孫大衛中學就讀衛道中學。
1973年，孫大衛進入大同工學院電機系就讀；當時，他曾入選亞青盃籃球國手，並一度參加試鏡打算進入電影圈，但因擔心母親反對而放棄演出機會。
1977年，他在大學畢業後移民美國加州。
1982年，他與杜紀川一同創立Camintonn公司，從事迪吉多電腦系統及記憶體製造；3年後，他們將公司出售給AST公司。此後，兩人將該次創業獲利投資於美國股市，但因遭逢1987年黑色星期一股災而賠盡資金。
1987年，他與杜紀川再度共同創立金士頓科技。